# Códigos postales brasileños

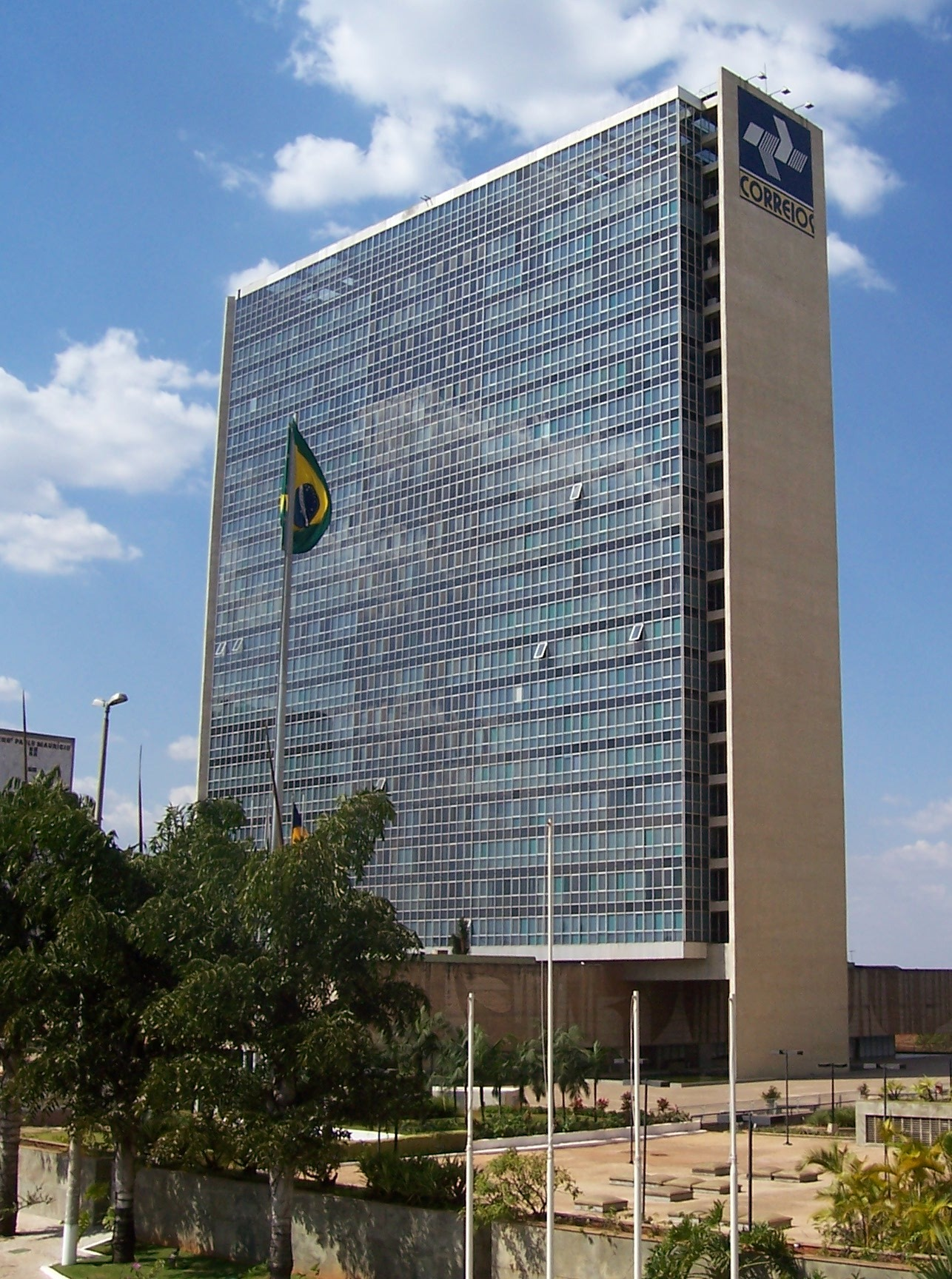
Sede nacional de la ECT (Empresa Brasileña de Correos y Telégrafos) en Brasília.

El Sistema de CEP en Brasil fue creado con objetivo de organizar, agilizar y facilitar el sistema postal, localización y distribución de las correspondencias de forma lógica. De 1972 hasta 1991, los códigos postales de todo Brasil tenían el formato xxxxx (cinco dígitos). Con el aumento de la población, el sistema de CEP con cinco dígitos comenzó a ser insuficiente en las ciudades grandes. Con esto, en 1991, los Correos alteraron el formato de los códigos postales de todo Brasil, que pasaron a tener ocho dígitos: xxxxx-xxx (cinco dígitos - guion - tres dígitos).

## Estructura y código de direccionamiento postal
Los primeros cinco dígitos tienen la misma función vigente desde los años 1970 y 80 hasta la actualidad: localizar una región, estado, municipio, distrito, barrio o calle.
Brasil fue dividido en diez zonas postales, del 0 al 9, contadas a partir del estado de São Paulo, en el sentido contrario a las agujas del reloj.
- 0xxxx: Gran São Paulo
- 1xxxx: Interior y litoral de São Paulo
- 2xxxx: Río de Janeiro y Espírito Santo
- 3xxxx: Minas Gerais
- 4xxxx: Estado de Bahía y Sergipe
- 5xxxx: Pernambuco, Alagoas, Paraíba y Rio Grande do Norte
- 6xxxx: Ceará, Piauí, Maranhão, Pará, Amapá, Amazonas, Roraima y Acre
- 7xxxx: Distrito Federal, Goiás, Tocantins, Rondônia, Mato Grosso y Mato Grosso do Sul
- 8xxxx: Paraná y Santa Catarina
- 9xxxx: Rio Grande do Sul

- Datos: Q1150869